# Guillebert de Metz
Guillebert de Metz, også Guillebert de Mets var en flamsk bogmaler og kopist fra det 15. århundrede kendt for sin Beskrivelse af Paris (1434).
Det oprindelige manuskript, der var blevet produceret til Filip den Gode, er overleveret og opbevares på Belgiens kongelige bibliotek, MS. 9559-64 og indeholder desuden flere digte af Christine de Pizan, herunder l'Épître d'Othéa.
Han boede i Geraardsbergen (i Østflandern)